# Nokia 701
Il Nokia 701 è uno smartphone della Nokia.
È caratterizzato da un processore single core a 1 GHz (1,3 dopo il nuovo aggiornamento Nokia Belle Feature Pack 1), da 512 MB di SDRAM, da un display da 3,5 pollici e da una fotocamera a 8 megapixel con doppio flash led.
Sarà uno degli attuali Symbian ad avere l'aggiornamento a Nokia Belle Feature Pack 2, che prevede, un nuovo layout della tastiera di sistema, nuovi widget, nuovo lettore musicale ed altre novità.